# Joseph McMicking
Kolonel Joseph Rafael McMicking de Ynchausti (Manilla, 23 maart 1908 – Madrid, 18 oktober 1990) was een Filipijnse zakenman, die later ook de Amerikaanse nationaliteit kreeg.

## Afkomst en jeugd
Joseph McMicking werd in de Filipijnen geboren als zoon van Joseph McMicking sr., jurist, en Angelina Joaquin de Ynchausti. Hij studeerde aan de Stanford Universiteit. In 1931 trad hij in het huwelijk met Mercedes Zobel de Ayala y Roxas, die op 4 april 1907 in Manilla geboren was als dochter van Don Jacobo Zobel Zangroniz en zijn eerste echtgenote, Consuelo Zobel Roxas. Hij werkte daarna voor het onroerend goed bedrijf van zijn schoonfamilie.

## Tweede Wereldoorlog
Joe McMicking had een groot deel van zijn familie verloren tijdens de Japanse aanval op Manilla in december 1941. Zijn grootmoeder, zijn moeder en tante en enkele anderen waren onder de bijna 200 slachtoffers die op de Taft Avenue door de Japanse troepen werden neergeschoten.
Als luitenant werd McMicking toegevoegd aan de staf van majoor Charles Willoughby. Op 17 maart 1942, na de Japanse invasie, vluchtte hij met Willoughny en generaal Douglas MacArthur via Mindanao naar Australië. Hij kreeg de rang van kolonel in het Amerikaanse leger en kwam bij de inlichtingendienst. Als beloning voor zijn diensten kreeg hij later de Amerikaanse nationaliteit.
Eind 1945 veranderde zijn leven. Japan had gecapituleerd. Onder zijn leiding werd de chauffeur van Tomoyuki Yamashita, Major Kojima Kashii, gemarteld totdat hij vertelde waar al het goud was verstopt. Toen dat terug was gevonden werd ook Joe McMicking een gefortuneerd man.

## Na de oorlog
Na de oorlog werd McMicking president van het bedrijf van zijn schoonfamilie, de Ayala Corporation. Het bedrijf deed veel aan de wederopbouw van de Filipijnen en in het bijzonder van Makati.
In 1948 richtte hij met zijn broer Henry A McMicking een eigen venture capitalbedrijf op, McMicking & Company, en namen de broers een groot aandeel in de Ampex Corporation. In het begin van de jaren zestig richtte het echtpaar de Ayala stichting op om het onderwijs in de Filipijnen te stimuleren, met jaarlijks ook drie studiebeurzen voor Stanford.
In 1960 verhuisde het echtpaar naar Spanje. In 1962 werd McMicking eigenaar van een kuststrook aan de Middellandse Zee tussen Málaga en Gibraltar. Tegenwoordig wordt het gebied Sotogrande genoemd maar toen bestond het uit vijf boerderijen met omliggende landerijen die in Sotogrande, Valderama en Paniagua lagen.
McMicking bouwde er een luxueus resort inclusief een huis voor zichzelf. Er zijn in 2014 vijf golfbanen, er wordt tennis en polo gespeeld en er is een jachthaven met 500 ligplaatsen waar jachten tot een lengte van 72 meter terechtkunnen. In 1967 richtte het echtpaar het Ayala Museum in Makati op.
McMicking overleed op het Amerikaanse consulaat (Amerikaans grondgebied) in Madrid en werd in Manilla begraven. Zijn fortuin werd geschat op $ 300.000.000. Na zijn overlijden zette zijn vrouw het bedrijf voort maar een deel werd overgedragen aan Enrique Zobel. Deze verkocht de San Miguel Corp., ondanks verzet van Mercedes Zobel McMicking.
Mercedes overleed in 2005 in Sotogrande. Aangezien het echtpaar McMicking geen kinderen had, waren haar erfgenamen haar neef en nicht Inigo en Mercedes Zobel. Zij staan in 2013 nummer 15 op de Forbes-lijst van rijkste mensen in de Filipijnen.